# Сельвино
Сельвино (итал. Selvino) — коммуна в Италии, располагается в регионе Ломбардия, подчиняется административному центру Бергамо.
Население составляет 2006 человек, плотность населения составляет 334 чел./км². Занимает площадь 6 км². Почтовый индекс — 24020. Телефонный код — 035.
Покровителями коммуны почитаются святые апостолы Филипп и Иаков Младший. Праздник ежегодно празднуется 4 мая.